# ایستگاه هواشناسی (تربت جام)
ایستگاه هواشناسی یک منطقهٔ مسکونی در ایران است که در دهستان میان‌جام واقع شده‌است.